# Rumigny (Belgique)
Rumigny (Rummen, en néerlandais) est une section de la commune belge de Geetbets située en Région flamande dans la province du Brabant flamand. C'était une commune à part entière avant la fusion des communes de 1977.

## Géographie
Rummen est située à 29 m d'altitude. Les villes voisines sont Léau (Zoutleeuw en néerlandais) et Herck-la-Ville (Herk-de-Stad, anciennement Woest-Herk ou Wuest-Herck en néerlandais).

## Évolution démographique
- Sources : INS, Rem. : 1831 jusqu'en 1970 = recensements, 1976 = nombre d'habitants au 31 décembre.
- 1970: à partir de 1970 y compris Grazen

## Histoire

### Époque romaine
Rumigny est mentionnée, à l'époque romaine, sous les noms de Romium, Romus ou Rommus (le nom local est probablement dérivé de Rome). Les Romains construisent, à Rumigny, sur les rives du Melsterbeek, des camps fortifiés (ou une forteresse). Cette base leur permet de livrer régulièrement bataille à une tribu gauloise rebelle, les Bétasiens. Cette tribu vit près des actuelles rivières Démer, Velp, Grote Gete, Kleine Gete et Herk (ce sont les Gaulois, ou Walsbets, de Landen, Geetbets et Betekom).
Aujourd'hui, il reste encore, dans la ville, des restes évidents datant de cette époque, notamment la rue de Rome, le champ de Rome et la forêt de Rome. Une ancienne ferme porte également le nom de Rome pendant des siècles.

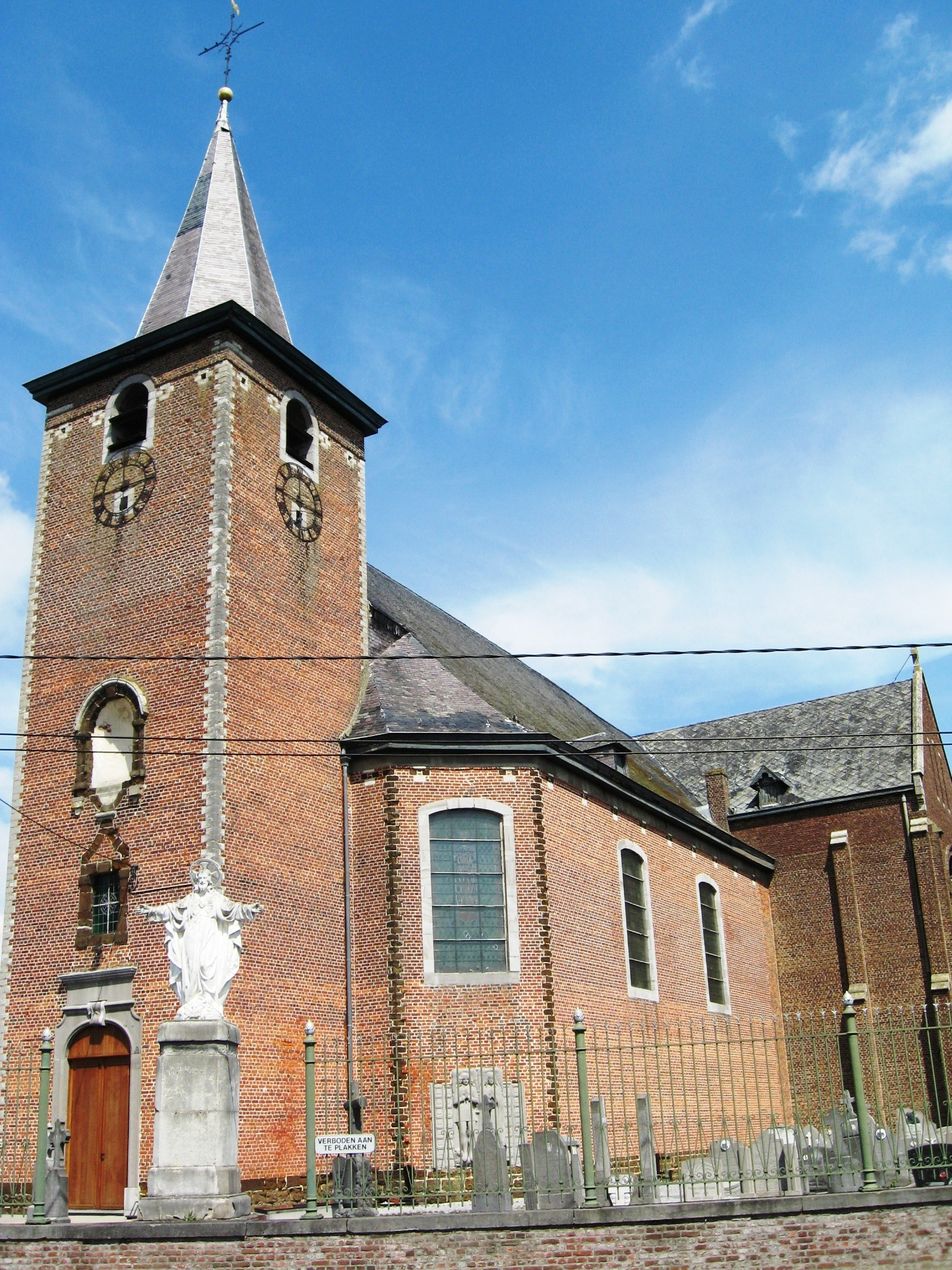
Église Saint-Ambroise.

### Moyen Âge
Après la mort de l'empereur Charlemagne, en 814, les Normands prennent d'assaut les Pays-Bas. Un siècle plus tard, les Vikings (principalement les nobles danois) se sont installés paisiblement en Bretagne, Normandie, Picardie, Flandre, Zélande, Hollande et Frise. La mention la plus ancienne du village de Rumigny, avec une belle église, remonte à l'année 1078. En 1240, le village de Rumigny est vendu par le comte Arnoul IV de Looz (voir aussi: comté de Looz) à Guillaume de Montferrand, seigneur d'Oreille (ou Hurle) ; son petit-fils, également appelé Guillaume, y prélève la dîme en 1313. Ce dernier meurt sans héritier mâle et, en 1329, la seigneurie appartient à Jean de Montferrand, peut-être son oncle paternel. Elle reste dans les mains des descendants de ce dernier jusqu'en 1397.
Le nom de Rumigny subit également une évolution : le village est désigné, en 1078, comme Rumines, vers 1138, sous le nom de Romynes et, à partir de 1330, de Ruminey ou Rumigny, Rumeny, Rumene, avant de devenir, finalement, en 1905, Rumiens. En 1331, le comte Louis IV de Looz fait don de la terre de Rumigny, à sa sœur Jeanne, dame de Quaetbeeck, et à Arnoul, fils de cette dernière.
Au XVe siècle, les pièces de monnaie frappées dans cette commune portent des insignes romains, comme la plupart des pièces médiévales. Les mots Moneta Nova Romanorum sont gravés sur les pièces de monnaie. L'existence d'un hôtel des monnaies à Rumigny est attestée en 1419, par un privilège interdisant l'introduction, dans la franchise de Saint-Trond, de monnaies d'or ou d'argent frappées à Rumigny.
Arnoul de Rumigny (Arnold van Rummen), dernier comte de Chiny (premier trimestre du XIVe siècle - † avant le 5 mai 1373), vassal du comté (plus tard duché) de Luxembourg, est connu dans l'histoire comme l'homme qui a revendiqué le titre de comte de Looz. Le chapitre de Liège, qui réclame aussi le comté, décide d'attaquer Arnoul de Rumigny. Le village est assiégé le 9 août 1365 et se rend au bout de neuf semaines. La place est rasée et son commandant est décapité. À la mort d'Arnoul, Rumigny revient à sa sœur, épouse de Jean de Hamal. Le village est cédé par Gérard Hanes, en 1383, à Arnoul de Hornes, évêque de Liège. Il est, ensuite, la possession du prince-évêque de Liège, Engelbert van der Marck, qui, peu après, cède sa principauté à Henry de Diest, seigneur de Stalle et de Rivière. À sa mort, ce dernier lègue la terre de Rumigny à son épouse, Jeanne de Wesemael, qui la vend à son frère, Jean II de Wesemael, Westerloo, Falais et Fléron, avoué de Duffel et maréchal de Brabant, dit Mejonker Jan. En 1417, Rumigny est la possession de Jean II de Wesemael lorsqu'il succède à son père, Jean I de Wesemael, à la mort de celui-ci.

### Époque moderne
À la fin du XVe siècle, Rumigny devient une possession des seigneurs de Merode. Le Grand-Rumigny bourguignon (à l'époque bourguignonne et, plus tard, dans la Principauté de Liège, au nom du Saint Empire romain, jusqu'en 1789-1795) comprenait les éléments suivants :
- les terres de Rumigny (domaine autour du château, actuellement disparu, au centre de Rumigny, sur le canal de Rumigny, ou Asbeek) ;
- le domaine de Horion et Hoen (bande de terre entre l'Asbeek et le Ruelbeek, jusqu'au Melsterbeek) ;
- Sassenrode (zone sur le Donkse Stijveld, entre le Ruelbeek, le Melsterbeek et le Leeuwbeek), qui appartient au Diepenpoel (deux endroits sur les deux rives du Leeuwbeek) ;
- le Bout de la Montagne, ou Petite Montagne (pentes au-dessus du Winterbeek) ;
- Tegelrij, Kleine Tegelrij et Begijnenbos (pentes dominant le Migeletbeek, aussi couramment appelées Tichelarij) ;
- Wijer : Wild-Wijer (ou Wuest-Weyer), Terheide, Kooz-Wijer (ou Coos-Weyer) et Mierhoop (situé le long du Wijerbeek) ;
- Kosen : Kosen (ou Cosens), Zwarteinde, Neercosen et Opcosen (qui se trouvent sur le Kosenbeek ou Cosenbeek) ;
- Heideveld, avec Galgenbos (voir Nieuwenhoven, maintenant rattaché à Kortenbos : la Heidestraat a été pendant des siècles la route frontalière avec la commune de Saint-Trond) ;
- Dries (sur le flanc d'une colline, ce quartier résidentiel est voisin de la ville nouvelle de Nieuwerkerken) ;
- Binderveld (sur le Kelsbeek), avec Kinnenpoel, Klein-Romen et De Witte Dries ((tous trois sur le Romenbeek) ;
- Klein-Rummen (sur le Romenbeek, entre le Grondbeek et le Melsterbeek) : complexe abbatial d'Orient, ou monastère d'Orient. Propriété de la fraternité Averbode de la commune de Scherpenheuvel-Zichem, il se composait des bâtiments de l'abbaye proprement dite, ainsi que des dizaines de maisons, de granges, d'écuries et de chapelles, et d'une grande église abbatiale ;
- Grazen, ou Grasen, avec De Waterhoek au sud et Het Betserbroek à l'ouest (sur le Graasbeek) ;
- Terlenen (ou Terborg), sur le Grondbeek, et Zegeraad (populairement appelé Tervreundt ou Segeraet), sur le Graasbeek, (tous deux situés dans Het Broek, sur le Melsterbeek) ;
- Bruinenveld (sur le Philippebeek), Heffelveld (sur le Heffelbeek), Schelfheide et Schelfbos (entre le Raasbeek et l'Echelbeek) et enfin le village, le Vieux-Rumigny (autour de la rue de la Chapelle ou rue du Vieux village).

Au début du XVIIe siècle, Rumigny ne possède pas de mur d'enceinte et n'est donc pas une ville. Par conséquent, c'est un village, un open stedeken en dialecte local.

## Transports
Rumigny est reliée à Saint-Trond par la nationale 176.

## Logement
Le prix des maisons individuelles va de 1 450 €/m² à 2 080 €/m².

## Référence
- W. Van Cotthem, Les Aires partielles d'Equisetum telmateia Ehrh. en Belgique et quelques stations nouvelles intéressantes, éd. Les Naturalistes belges, 1973.